# Justin Toshiki Kinjo
Justin Toshiki Kinjo (født 22. februar 1997) er en japansk fodboldspiller.